# Ișcălău, Fălești
Ișcălău este satul de reședință al comunei cu același nume  din raionul Fălești, Republica Moldova.